# A9CAD

A9CAD 2.2.1 chạy trên Windows. Bảng bên phải liệt kê các thuộc tính của đối tượng.

A9CAD là phần mềm vẽ kĩ thuật hai chiều miễn phí trên Windows. Nó có thể đọc vào và ghi ra hai dạng file DWG và DXF. Ngoài ra, còn có thể xuất ra dạng hình ảnh vec tơ dưới dạng file EMF.
A9CAD có một số tính năng cơ bản của một phần mềm CAD hai chiều:
- Vẽ các đối tượng hình học. Tô màu và họa tiết. Viết chữ và ghi các kích thước lên bản vẽ.
- Di chuyển, copy, offset... các đối tượng.
- Sửa đổi các thuộc tính đối tượng.
- Có cửa sổ để nhập lệnh, tương tự AutoCAD.
- Phân chia các lớp vẽ (layer) khác nhau.

## A9CAD Pro
A9CAD Pro là bản shareware có thu phí, với tính năng cao cấp hơn A9CAD:
- Tạo và chèn khối
- Chèn các thuộc tính
- Xuất ra nhiều dạng file ảnh: ngoài EMF còn có: BMP, GIF, JPG, PNG,...
- Tạo và chỉnh sửa các layout
- Các font True Type và SHX được cài sẵn